# 李氏基金
李氏基金是新加坡最大的私人慈善基金会。

## 历史
由陳嘉庚的女婿李光前于1952年3月29日在新加坡创立。基金主要資金來源是其持有的華僑銀行、南益集團、新加坡報業控股等股份，主要投入教育和健康領域。

## 歷任主席
- 李光前：1952-1965
- 李成義：1965-2016

## 捐贈項目
- 李光前自然歷史博物館
- 李光前醫學院
- 新加坡圖書館李光前參考圖書館
- 南洋藝術學院李氏基金禮堂

## 外部參考
- 您想要多了解李氏基金吗？-馬來西亞陳嘉庚基金